# Перрен, Пьер
Пьер Перрен (фр. Pierre Perrin, известен также как аббат (или отец) Перрен, хотя и не был духовным лицом; ок. 1620 — 1675) — французский поэт, писатель
, драматург и либреттист

; считается основателем французской оперы.

## Биография
Родился около 1620 года в городе Лионе в Королевстве Франция.
Служа при дворе герцога Гастона Орлеанского и прислушиваясь к итальянским певцам, которых выписывал Мазарини, Перрен задумал основать французскую оперу, но, находя стихи того времени слишком тяжеловесными для музыки, сам написал несколько либретто. К одному из них, «Pastorale», была написана музыка Робером Камбером, имевшая в то время большой успех; музыку к «Ariane» и «Pomone» также написал Камбер.
В 1669 году аббат Перрен получил от Людовика XIV привилегию на постоянное оперное предприятие (Académie de musique).
В 1672 году Перрен и Камбер были вынуждены уступить привилегию на оперный театр Жану-Батисту Люлли.
Умер 25 апреля 1675 года в Париже.